# Wappen der Ukraine
Das Wappen der Ukraine stellt einen goldenen Dreizack (ukrainisch Тризуб, Trysub) auf blauem Wappenschild dar. Die Farben Blau und Gelb entsprechen den Farben der Flagge der Ukraine.

## Entstehung

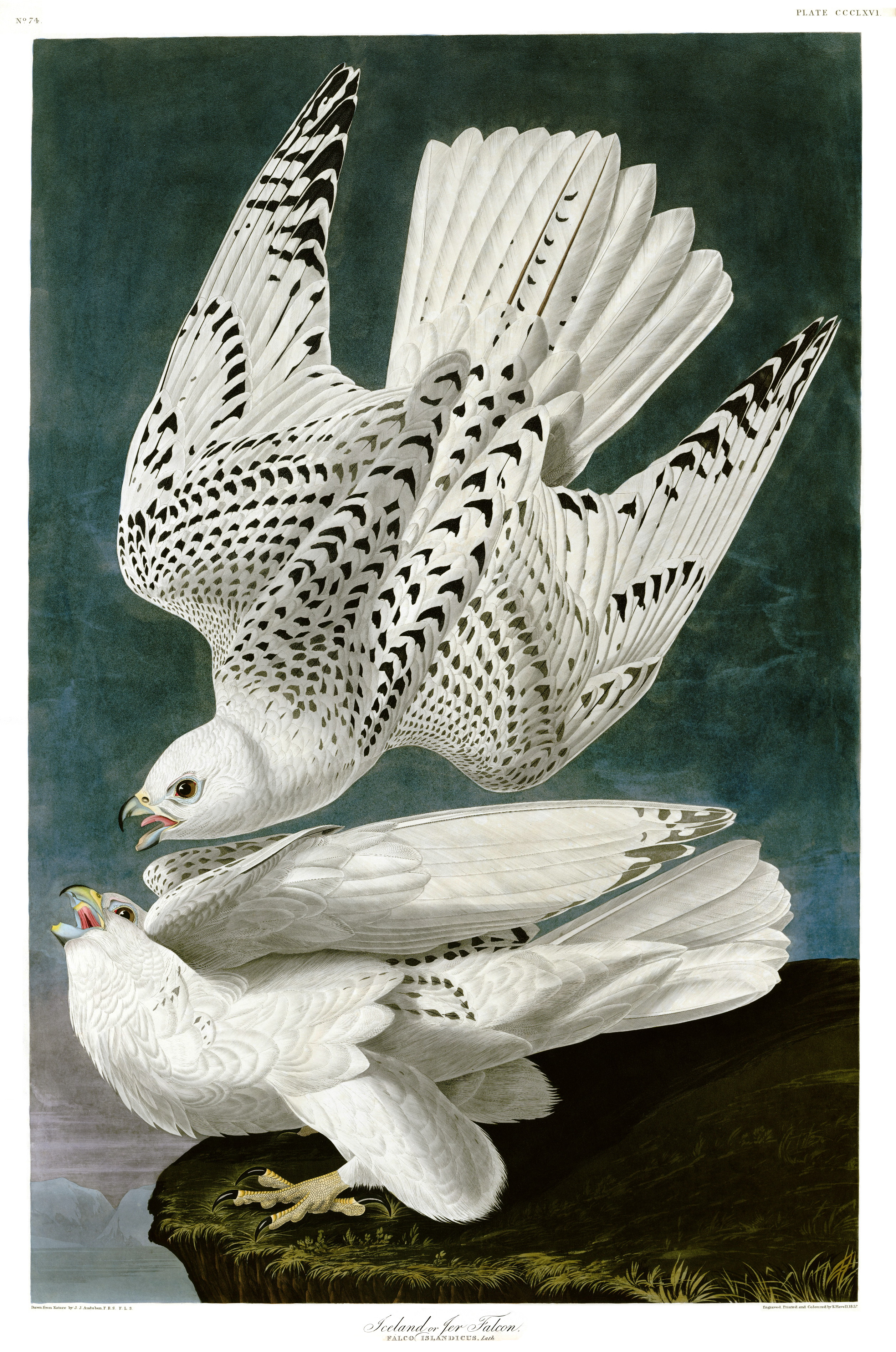
Der weiße Gerfalke als hypothetisches Vorbild für das Wappen der Ukraine, Gemälde von John Audubon.

Als Nationalsymbol der Ukrainer wurde der Trysub bereits im 19. Jahrhundert genutzt.
Zum Wappen erkoren wurde er am 22. März 1918 auf Initiative des Historikers Mychajlo Hruschewskyj, der seinerzeit Präsident des Zentralrates der Ukrainischen Volksrepublik war. Der erste Entwurf geht auf den Künstler Wassyl Krytschewskyj zurück, der damit eine staatliche Kontinuität von der historischen Kiewer Rus im 9. Jahrhundert über das Fürstentum Galizien-Wolhynien im 14. Jahrhundert sowie das Hetmanat der Kosaken im 17. Jahrhundert bis zur damals noch jungen Ukrainischen Volksrepublik konstruierte.
Der Trysub selbst geht auf die Embleme der Rurikiden, die Fürsten der Kiewer Rus, zurück. Ähnliche stilisierte Symbole nutzten auch die Fürsten im Baltikum (siehe Gediminassäulen). In der gegenwärtigen Form ähnelt der Trysub jedoch vor allem dem Emblem Wladimirs des Großen. Seine Bedeutung ist unklar, wird allerdings landläufig als stilisierter Gerfalke beschrieben und könnte auch tatarischen Ursprungs sein. Ukrainischen Schulkindern wird heute beigebracht, im Trysub könne man die Buchstaben В О Л Я (ukrainisch Wolja für „Wille“ oder „Freiheit“) lesen.

## Offizielle Darstellung

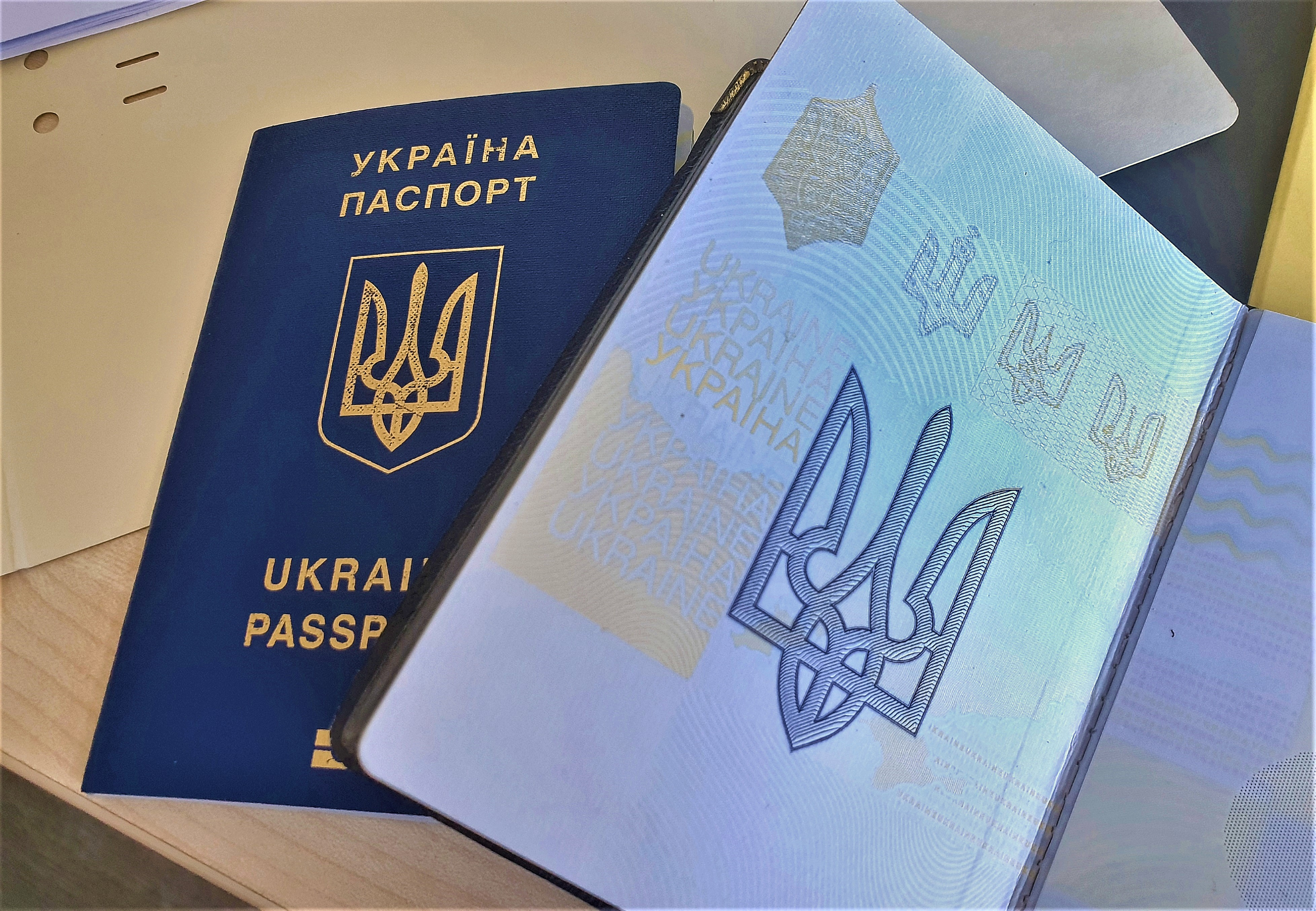
Wappenprägung auf dem Reisepass der Ukraine, mit Darstellungen der historischen Siegel der Rurikiden.

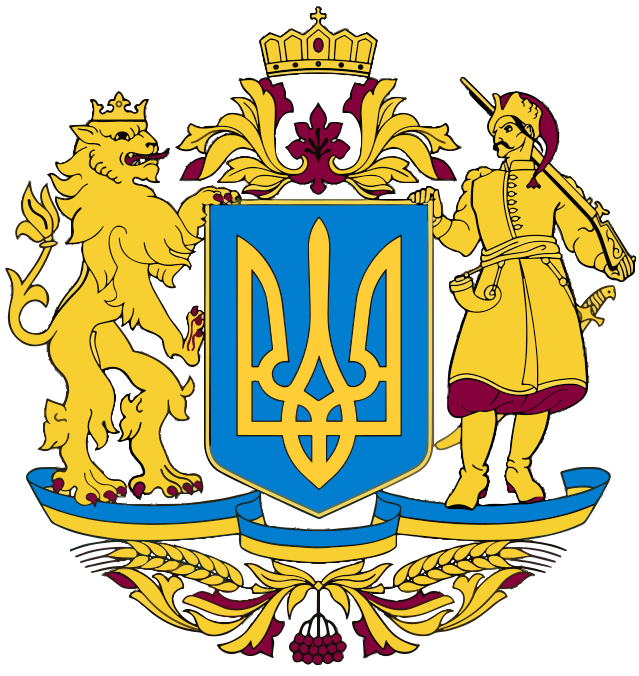
Verworfener Vorschlag von 2007 für das große Wappen der Ukraine.

Die offizielle Darstellung des Wappens ist in Artikel 20 der am 26. Juni 1996 verabschiedeten Verfassung der Ukraine festgelegt und in zweifacher Ausführung als kleines sowie großes Wappen vorgesehen. Letzteres soll ergänzend die Darstellung eines Kosaken mit Karabela und Muskete beinhalten, doch keiner der bisher vorgestellten Entwürfe fand im Parlament der Ukraine eine Mehrheit.

Offizielle Darstellung in Gold-Blau
Offizielle Darstellung in Schwarz-Weiß

## Historische Wappen
Farblich und gestalterisch orientiert sich das Wappen der Ukraine an den Wappen ihrer Vorgängergebilde auf dem Einzugsgebiet der sogenannten Ruthenen. Diese beinhalten neben dem Trysub unter anderem auch die Darstellung des Erzengels Michael sowie des Ruthenischen Löwen.

Siegel Wladimirs des Großen (vor 1015) als Vorbild für das Wappen der Ukraine
Wappen des Fürstentums Galizien (1124–1199)
Wappen des Fürstentums Galizien und Wolhynien (1199–1349)
Wappen des Ruthenischen Großfürstentums (1658–1659)
Wappen des Hetmanats (1649–1764)
Wappen der Ruthenischen Woiwodschaft (1434–1772)
Wappen der Kiewer Woiwodschaft (1471–1793)
Wappen des Kiewer Regiments innerhalb der Polnischen Krone (1659–1772)
Wappen der polnisch-litauisch-ukrainischen Verbände während des Januaraufstandes (1863–1864)
Wappen des Königreiches Galizien und Lodomerien (1772–1918)
Wappen des Ukrainischen Staates (1918)
Wappen der Westukrainischen Volksrepublik (1918–1919)
Wappen der Ukrainischen Volksrepublik (1917–1920)
Wappen des Kiewer Gouvernements (1796–1925)
Wappen der Autonomen Karpatenukraine (1938–1939)
Wappen der ukrainischen Division im Distrikt Galizien (1941–1944), siehe 14. Waffen-Grenadier-Division der SS (galizische Nr. 1)
Wappen der Ukrainischen SSR (1919–1991)